# آر تاکر تامپسون
آر تاکر تامپسون (به انگلیسی: R. Tucker Thompson) یک کشتی است که طول آن ۸۵ فوت (۲۶ متر) و ارتفاع آن ۷۲ فوت (۲۲ متر) می‌باشد. این کشتی در سال ۱۹۸۵ ساخته شد.